# Клиндворт, Карл
Ка́рл Кли́ндворт (нем. Karl Klindworth; 25 сентября 1830[…], Ганновер[…] — 27 июля 1916, Ораниенбург, Бранденбург) — немецкий пианист, дирижёр, музыковед и музыкальный педагог.
Родился в известной ганноверской семье, давшей этому германскому государству ряд выдающихся инженеров; наиболее известным представителем семьи был, однако, его дядя Георг Клиндворт, секретный агент нескольких европейских правительств, выполнявший в том числе тайные поручения российского императора Николая I. По материнской линии Клиндворт был внуком ганноверского придворного книгопечатника Иоганна Томаса Ламмингера.
В юности учился игре на скрипке, с 17-летнего возраста дирижировал небольшими оперными труппами, в 1850 г. возглавил любительский хор в Гамбурге. Решив переключиться на фортепиано, в 1852—1854 гг. учился в Веймаре у Ференца Листа. В 1854—1868 гг. жил и работал в Лондоне, преимущественно занимаясь музыкальными исследованиями. В 1868—1881 гг. профессор фортепиано в Московской консерватории, где среди его учеников были, в частности, Сергей Ляпунов и Георгий Катуар; в России Клиндворт был одним из первых пропагандистов музыки Рихарда Вагнера, заразив интересом к его творчеству своего коллегу по консерватории Петра Чайковского. В 1883 г. открыл в Берлине фортепианную школу, которая в 1893 г. слилась с консерваторией Ксавера Шарвенки в Консерваторию Клиндворта-Шарвенки, после чего сам Клиндворт вышел в отставку и поселился в Потсдаме, где давал частные уроки. Приёмной дочерью Клиндворта была Винифред Уильямс (впоследствии жена Зигфрида Вагнера, а после его смерти руководительница Байрейтского фестиваля).
Автор ряда фортепианных переложений, в том числе «испанских увертюр» М. И. Глинки, «Реквиема» В. А. Моцарта, оперной тетралогии «Кольцо Нибелунга» Р. Вагнера — последнее было сделано с одобрения самого автора и отчасти по его заказу; Клиндворт завершал эту работу уже в Москве, отсылая Вагнеру в Германию, причём одна из частей едва не была утрачена из-за того, что российское почтовое ведомство вместо Байройта отправило ноты в Бейрут. В оркестровке Клиндворта издан и исполняется концерт Шарля Валантена Алькана Op. 39 (оригинал для фортепиано соло). Под редакцией Клиндворта были опубликованы собрание сочинений Ф. Шопена (эту редакцию считали лучшей Лист и Ганс фон Бюлов), а также фортепианные сонаты Л. ван Бетховена.